# Hans-Sigrist-Preis
Der Hans-Sigrist-Preis ist eine Auszeichnung der Universität Bern, die seit 1994 in der Regel jährlich im Rahmen des dortigen Dies academicus vergeben wird, meist im Dezember. Der Preis ist mit 100'000 Schweizer Franken dotiert und wird von der Hans-Sigrist-Stiftung vergeben, die aus dem Nachlass des Schweizer Geschäftsmanns Hans Sigrist (1918–1982) stammt.
Der Hans-Sigrist-Preis wird jedes Jahr in einem anderen Gebiet vergeben. Vorschläge stammen aus dem Lehrkörper der Universität Bern und werden von einem Preiskomitee unter Zuhilfenahme externer Fachleute evaluiert. Der Preisträger selbst soll in der Mitte seiner Karriere stehen, sodass von ihm noch wichtige Beiträge zu erwarten sind. Insofern wird der Preis weniger als Auszeichnung denn als Förderung verstanden.

## Preisträger
Zwei der Preisträger haben später einen Nobelpreis gewonnen. 1997 wurden zwei Preise vergeben, 2007, 2010 und 2022 keiner.
- 1994: H. Robert Horvitz (Nobelpreis 2002)
- 1995: Joseph P. Newhouse
- 1996: František Šmahel
- 1997: Jack W. Szostak (Nobelpreis 2009), Gerald F. Joyce
- 1998: Michel Orrit
- 1999: Joan W. Scott
- 2000: Elsa Tamez
- 2001: Jan Johansson
- 2002: Jorge Galán
- 2003: Emilio Gentile
- 2004: Christopher Pollitt
- 2005: Stephen Elledge
- 2006: David M. Richardson
- 2008: Andreas Feldtkeller
- 2009: Patrik Vuilleumier
- 2011: Nicola Lacey
- 2012: Stephen Boppart
- 2013: Yoshiki Sasai
- 2014: Jennifer Klein
- 2015: Luciano Marraffini
- 2016: Gabriele Hegerl
- 2017: Heleen Murre-van den Berg
- 2018: Marina von Keyserlingk
- 2019: Ignas Snellen
- 2020: Amanda Sferruzzi-Perri
- 2021: Garry Nolan
- 2023: Aaron Roth[2]
- 2024: Kizzmekia Corbett-Helaire[3]